# Francesco Quaresmi
Alessandro Quaresmi (Quaresmio) (1583-1656) – włoski franciszkanin, kapłan katolicki, palestynolog, teolog i kustosz Ziemi Świętej.

## Życiorys
Urodził się 4 kwietnia 1583 w Lodi pod Mediolanem w Lombardii. W młodym wieku wstąpił do franciszkanów, przyjmując imię zakonne Francesco. Po ukończeniu studiów filozoficznych i teologicznych przyjął święcenia kapłańskie. Jako młody kapłan wykładał filozofię i teologię w prowincjalnym seminarium. Krótko pełnił urząd gwardiana konwencie Sant’Angelo w Mediolanie. Zrezygnował, jak sam mówił, «by poświęcić się nauce i kontemplacji Męki Chrystusa i Jego świętego Krzyża». Owocem poświęconych studium i modlitwie miesięcy było dzieło De sacratissimis D. N. Jesu Christi quinque vulneribus, wydane w Wenecji w 1652.
W roku 1616 Quaresmi został wysłany do Ziemi Świętej, by podjąć pracę misyjną w Kustodii Ziemi Świętej. Od roku 1618 był przyłożonym klasztoru w Aleppo w Syrii, a następnie wybrany został przez Stolicę Apostolską na okres 7 miesięcy Prezydentem Kustodialnym (Kustosz facende funzione). Po powrocie w 1619 do Aleppo, sława jego erudycji i zaangażowanie w dzieło powrotu do pełnej jedności Kościoła, popchnęło papieża Urbana VIII do ustanowienia go Delegatem Apostolskim dla chaldejczyków i maronitów, Komisarzem Papieskim i Wikariuszem Patriarchalnym nestorianów. Apostołowanie Quaresmi’ego na Bliskim Wschodzie przyczyniło się do dogłębnej znajomości problemów lokalnego chrześcijaństwa oraz rytów kościołów wschodnich, o których dał świadectwo w relacjach wysyłanych do Rzymu oraz w publikacjach: Apparatu de reductione Chaldaeorum ad catholicam fidem (w 6 tomach), Itenerario di Caldea… 1629 (manuskrypt Biblioteki Watykańskiej opublikowany w 1895).

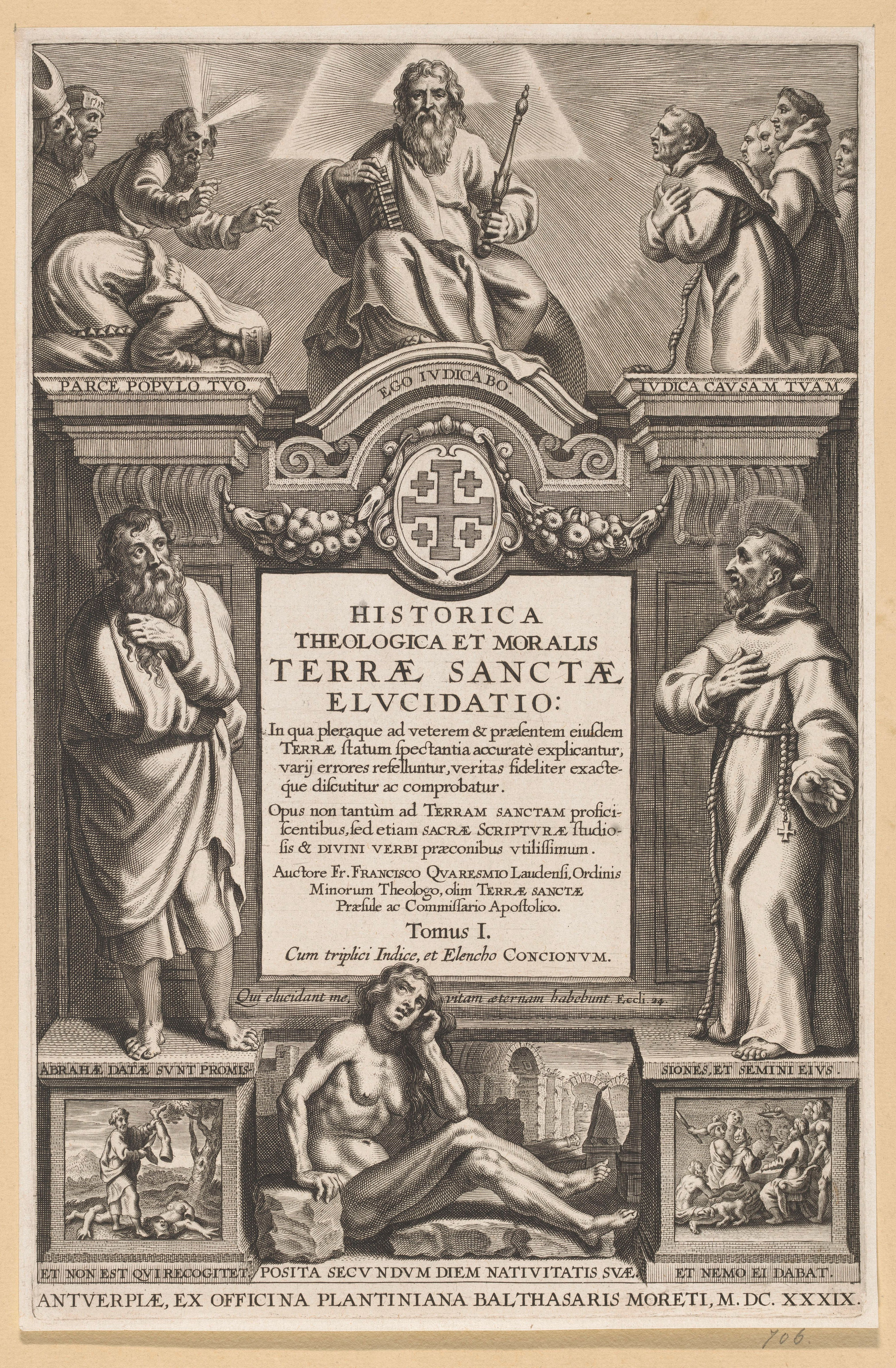
Strona tytułowa Elucidatio...

Najważniejszym dziełem franciszkanina była Historica, Theologica et Moralis Elucidatio Terrae Sancte, której poświęcił wiele lat studiów przebywając w Ziemi Świętej, a następnie we Włoszech (I wydanie w 2 tomach w Anwersie 1634–1639; II wydanie Cipriano da Treviso w Wenecji 1880–1881; w antologii tekstów w tłumaczeniu z łaciny na włoski S. De Sandoli – Collectio Maior SBF n 32). Dzięki Elucidatio Quaresmi doceniony został jako jeden z bardziej znaczących palestynologów XVII w.
Po powrocie z Palestyny podróżował i nawoływał do zainteresowania się sprawą Miejsc Świętych, w szczególności mówił o potrzebie ich odzyskania z rąk muzułmanów. W tym duchu napisał m.in. broszurę adresowaną do króla Hiszpanii Descriptio ad Philippum IV, Regem Cath. Ut libertatem ex Turcarum tyrannide assequatur (Mediolan 1631). Propagował we Włoszech celebrowanie misterium Pogrzebu i Złożenia do grobu Chrystusa, na wzór procesji żałobnej praktykowanej po dziś dzień w bazylice Bożego Grobu w Jerozolimie w każdy Wielki Piątek w godzinach wieczornych. Wyrazem jego czci dla Matki Bożej była niedokończona książka Deipara in Sanguine Agni dealbata.
Doświadczony ciężką chorobą Quaresmi umarł 25 października 1656. Uznawany za świętego, został pochowany w kościele S. Angelo w Mediolanie, gdzie do dzisiaj pokazywany jest jego grób.